# Benešov u Semil
Benešov u Semil település Csehországban, Semilyi járásban. Benešov u Semil Semily, Bystrá nad Jizerou, Háje nad Jizerou, Slaná, Příkrý és Košťálov településekkel határos. Lakosainak száma 866 fő (2024. január 1.).

## Népesség
A település lakosságának változását az alábbi diagram mutatja:
| Lakosok száma | 789  | 1274 | 1459 | 1047 | 839  | 827  | 868  | 863  | 802  | 866  |
|               | 1869 | 1900 | 1921 | 1961 | 1980 | 2011 | 2016 | 2019 | 2021 | 2024 |